# Haile Gerima
Haile Gerima (Gondar, 4 marzo 1946) è un regista etiope.

## Biografia
Nel 1968 è emigrato negli USA e, dopo una lunga formazione, è diventato membro della Los Angeles School of black film makers della UCLA, l'università più importante della California. È stato professore alla Howard University di Washington fino al 1975. Il suo film più noto è sicuramente Sankofa (1993), incentrato sullo schiavismo.
Tra i suoi lavori più recenti ci sono Adwa (1999), sulla famosa battaglia di Adua contro l'esercito coloniale italiano e Teza, in concorso alla mostra del cinema di Venezia 2008 e vincitore del Leone d'argento - Gran premio della giuria.

## Filmografia
- Hour Glass (1971)
- Child of Resistance (1972)
- Mirt Sost Shi Amit (1975)
- Wilmington 10 -- U.S.A. 10,000 (1979)
- Bush Mama (1979)
- Ashes and Embers (1982)
- After Winter: Sterling Brown (1985)
- Sankofa (1993)
- Adwa (1999)
- Teza (2008)